# Crawford megye (Pennsylvania)
Crawford megye az Amerikai Egyesült Államokban, azon belül Pennsylvania államban található. Megyeszékhelye és legnagyobb városa Meadville. Lakosainak száma 83 938 fő (2020. április 1.). Crawford megye Erie, Venango, Mercer, Warren, Trumbull és Ashtabula megyékkel határos.

## Népesség
A megye népességének változása:
| Lakosok száma | 88 666 | 88 094 | 87 687 | 87 376 | 86 484 | 83 938 |
|               | 2010   | 2011   | 2012   | 2013   | 2015   | 2020   |